# Roberts Bukarts
Roberts Bukarts (* 27. Juni 1990 in Jūrmala, Lettische SSR) ist ein lettischer Eishockeyspieler, der seit Mai 2021  erneut beim HC Vítkovice in der tschechischen Extraliga unter Vertrag steht. Sein Bruder Rihards ist ebenfalls Eishockeyspieler.

## Karriere
Roberts Bukarts begann seine Karriere als Eishockeyspieler beim SK Riga 20, für den er in der Saison 2005/06 sein Debüt in der Lettischen Eishockeyliga gab. Nach einem Jahr beim HK Riga 2000, in dem er mit dem Klub die lettische Meisterschaft gewann, absolvierte Bukarts in der Saison 2007/08 für den SK Riga 18 sowohl Spiele für deren U18-Junioren, als auch deren Zweitligamannschaft. Zudem war er für ein Juniorenteam in Texas aktiv. Beim CHL Import Draft 2008 wurde er von den Tigres de Victoriaville in der zweiten Runde an insgesamt 68. Position gezogen, kehrte aber nach Europa zurück.
In der Saison 2008/09 stand Bukarts in Russland bei Krylja Sowetow Moskau aus der zweitklassigen Wysschaja Liga unter Vertrag, für die er in 44 Spielen insgesamt 17 Scorerpunkte, darunter elf Tore, erzielte. Im Sommer 2009 wurde er im KHL Junior Draft in der ersten Runde an 13. Stelle von Dinamo Riga ausgewählt, die sich somit seine Transferrechte sicherten. Wenige Wochen später nahmen sie ihn für die Spielzeit 2009/10 unter Vertrag.
Mit Dinamo nahm er am Spengler Cup 2011 teil, dessen Topscorer Bukarts mit sechs Scorerpunkten wurde.

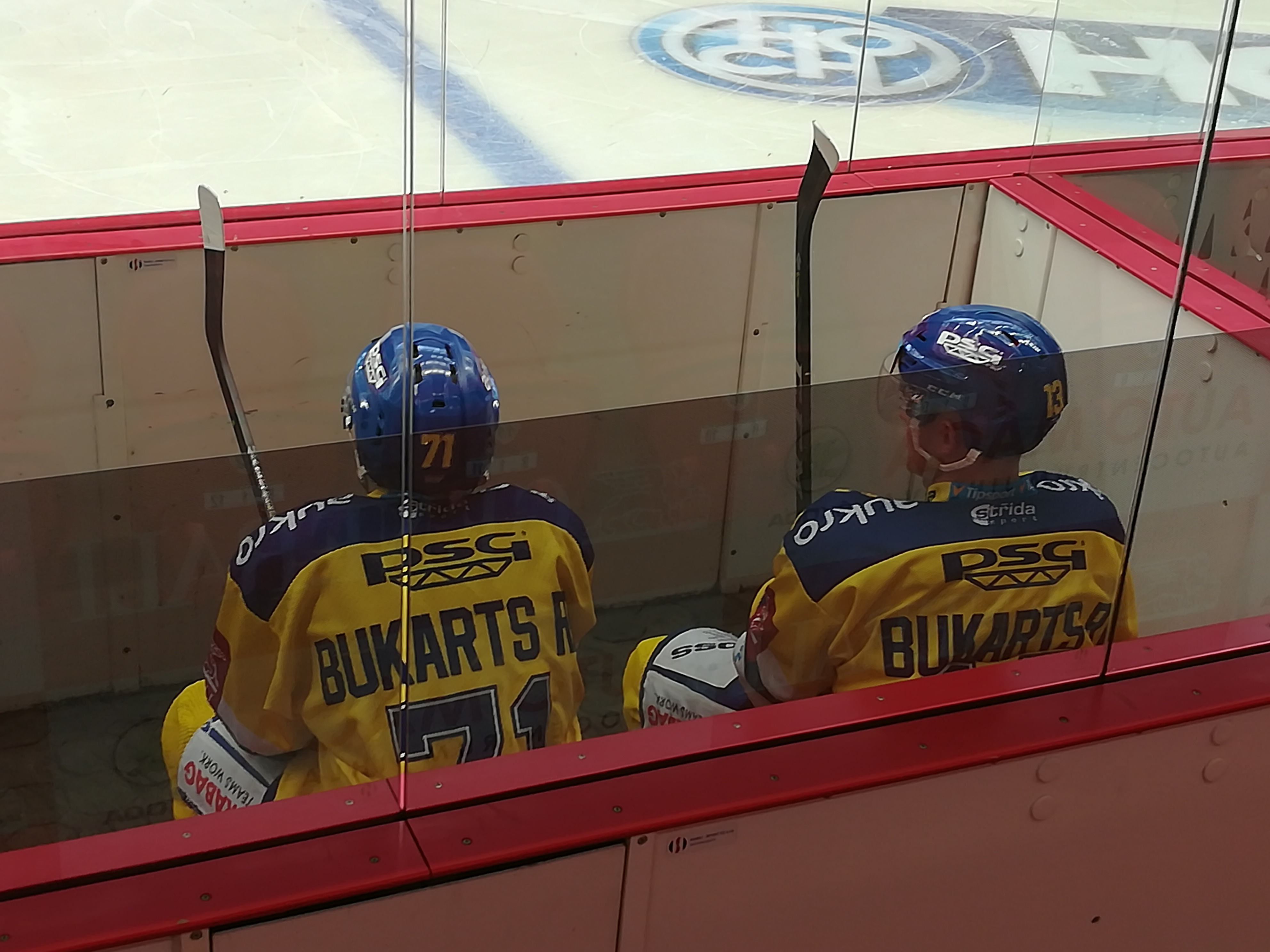
Roberts Bukarts (li.) und sein Bruder Rihards auf der Strafbank (2017)

2013 gewann er mit Dinamo Riga den Nadeschda-Pokal, die Trophäe der Trostrunde der KHL. Persönlich wurde er bester Torschütze und Topscorer dieses Pokalwettbewerbs und anschließend als bester Stürmer ausgezeichnet.
Zwischen 2013 und 2015 wurde Bukarts parallel zum Spielbetrieb in der KHL auch beim HK Liepājas Metalurgs, HK Liepāja und den Dinamo-Juniors Riga eingesetzt und belegte mit dem HK Liepāja 2015 den dritten Platz der lettischen Meisterschaft. Im Oktober 2015 verließ Bukarts den lettischen Klub und wechselte zum HC Zlín, für den er bis 2018 in der tschechischen Extraliga spielte. Dabei war er in der Saison 2017/18 mit 49 Scorerpunkten punktbester nicht-tschechischer Spieler der Extraliga. Zudem war er in zwei der drei Spielzeiten beim HC Zlín teaminterner Topscorer. Zu Beginn der Saison 2017/18 spielte er mit seinem Bruder Rihards zusammen beim HC Zlín.
Im Juni 2018 verließ er den HC Zlín und wurde vom HC Oceláři Třinec verpflichtet, für den er bis Januar 2019 33 Extraliga-Partien absolvierte. Zudem kam er im Rahmen der Champions Hockey League 2018/19 (2 Torvorlagen) und dem Spengler Cup 2018 zum Einsatz. Am 24. Januar 2019 einigten sich der HC Sparta Prag und der Klub aus Třinec auf einen Spielertausch, wobei Spartas langjähriger Kapitän Petr Vrána nach Třinec und Bukarts zu Sparta wechselte. Im Juni 2019 wurde der lettische Nationalspieler von Sparta an den HC Vítkovice Steel ausgeliehen, für den er in 47 Spielen 42 Scorerpunkte erzielte. Damit war er Topscorer seines Teams und gehörte zu den zehn punktbesten Stürmern der Extraliga. Im Mai 2020 wechselte er zurück in die Kontinentale Hockey-Liga zu Sewerstal Tscherepowez. Dort stand er bis Dezember 2020 unter Vertrag, ehe er zu Dinamo Riga zurückkehrte.
Seit Mai 2021 spielt Bukarts wieder beim HC Vítkovice in der Extraliga.

### International
Für Lettland nahm Bukarts im Juniorenbereich an den U18-Junioren-Weltmeisterschaften der Division I 2006 und 2008, als er Torschützenkönig des Turniers wurde, sowie der U18-Junioren-Weltmeisterschaft der Top-Division 2007 teil. Für die U20-Nationalmannschaft spielte er bei der Junioren-Weltmeisterschaft 2009 und 2010, jeweils in der Top-Division, wobei die U20-Auswahl 2009 den achten Platz erreichte und 2010 mit dem neunten Platz in die Division I abstieg.
Sein erstes Herren-Länderspiel für die lettische Eishockeynationalmannschaft absolvierte Bukarts am 3. April 2009 gegen Deutschland, sein erstes Länderspieltor bei den Herren erzielte er etwa ein Jahr später gegen Frankreich.
Im Seniorenbereich stand Bukarts erstmals bei der Weltmeisterschaft 2011 im Aufgebot seines Landes. Auch 2012, 2015, 2016, 2017, 2018, 2019, 2021, 2022, 2023, als mit Platz drei erstmals die Medaillenränge erreicht wurden, und 2024 spielte er für Lettland in der Top-Division der Weltmeisterschaft. Beim WM-Turnier 2018 führte er das lettische Nationalteam als Mannschaftskapitän aufs Eis. Zudem vertrat er seine Farben bei den Qualifikationsturnieren für die Olympischen Winterspiele in Pyeongchang 2018, in Peking 2022 und in Mailand 2026.
Insgesamt hat Bukarts bis 2025 186 Länderspiele absolviert, in denen er 103 Scorerpunkte sammelte.

## Erfolge und Auszeichnungen
- 2007 Lettischer Meister mit dem HK Riga 2000
- 2011 Topscorer des Spengler Cups
- 2013 Gewinn des Nadeschda-Pokals mit Dinamo Riga
- 2013 Bester Stürmer, Torschütze und Topscorer des Nadeschda-Pokals

### International
- 2006 Aufstieg in die Top-Division bei der U18-Junioren-Weltmeisterschaft der Division I, Gruppe B
- 2008 Bester Torschütze der U18-Weltmeisterschaft der Division I, Gruppe B
- 2023 Bronzemedaille bei der Weltmeisterschaft

## Karrierestatistik
(Legende zur Spielerstatistik: Sp oder GP = absolvierte Spiele; T oder G = erzielte Tore; V oder A = erzielte Assists; Pkt oder Pts = erzielte Scorerpunkte; SM oder PIM = erhaltene Strafminuten; +/− = Plus/Minus-Bilanz; PP = erzielte Überzahltore; SH = erzielte Unterzahltore; GW = erzielte Siegtore; 1 Play-downs/Relegation; Kursiv: Statistik nicht vollständig)